# Velhartice
Velhartice település Csehországban, a Klatovyi járásban. Velhartice Hlavňovice, Kolinec, Mokrosuky, Petrovice u Sušice, Běšiny és Čachrov településekkel határos. Lakosainak száma 852 fő (2024. január 1.).

## Népesség
A település lakosságának változását az alábbi diagram mutatja:
| Lakosok száma | 2913 | 2641 | 2650 | 1653 | 1087 | 939  | 821  | 834  | 849  | 852  |
|               | 1869 | 1890 | 1921 | 1950 | 1980 | 2001 | 2017 | 2019 | 2022 | 2024 |